# Kehle (Festung)
Mit Kehle wird im Festungsbau der rückwärtige Teil eines detachierten (der eigentlichen Festung vorgelagerten) Forts (oder Werkes) bezeichnet.
Als man gegen Ende des 18. Jahrhunderts die Befestigungsmanier nach Vauban nicht länger anwenden wollte oder konnte (die Kosten für diese Art der Befestigung – zur Verstärkung wurde immer noch ein neuer Bastionsring um den oder die vorhandenen gelegt – stiegen ins Uferlose), begann man, stattdessen im Vorfeld autarke Vorwerke zu errichten (Polygonalsystem). Diese Vorwerke waren in der Regel in der Grundform eines Bogens zur Angriffsseite hin angelegt und auf dieser Seite zur primären Verteidigung eingerichtet. Die Sehne des Bogens war nur schwach befestigt (hier konnte die angreifende Artillerie normalerweise nicht wirken – eine Ausnahme bildete z. B. das Fort Douaumont, bei dem nach seiner Einnahme durch die Deutschen die Kehle plötzlich dem Feind, also den Franzosen zugewandt war) und daher die verletzlichste Seite eines Forts – daher der Name „Kehle“. Das Fort war allerdings meistens so angelegt, dass seine Kehle von einem dahinterliegenden Fort oder Kernwerk mit Artillerie oder Gewehrfeuer eben noch erreicht und damit gedeckt werden konnte.

## Mit der Kehle verbundene Begriffe

### Kehlkaserne

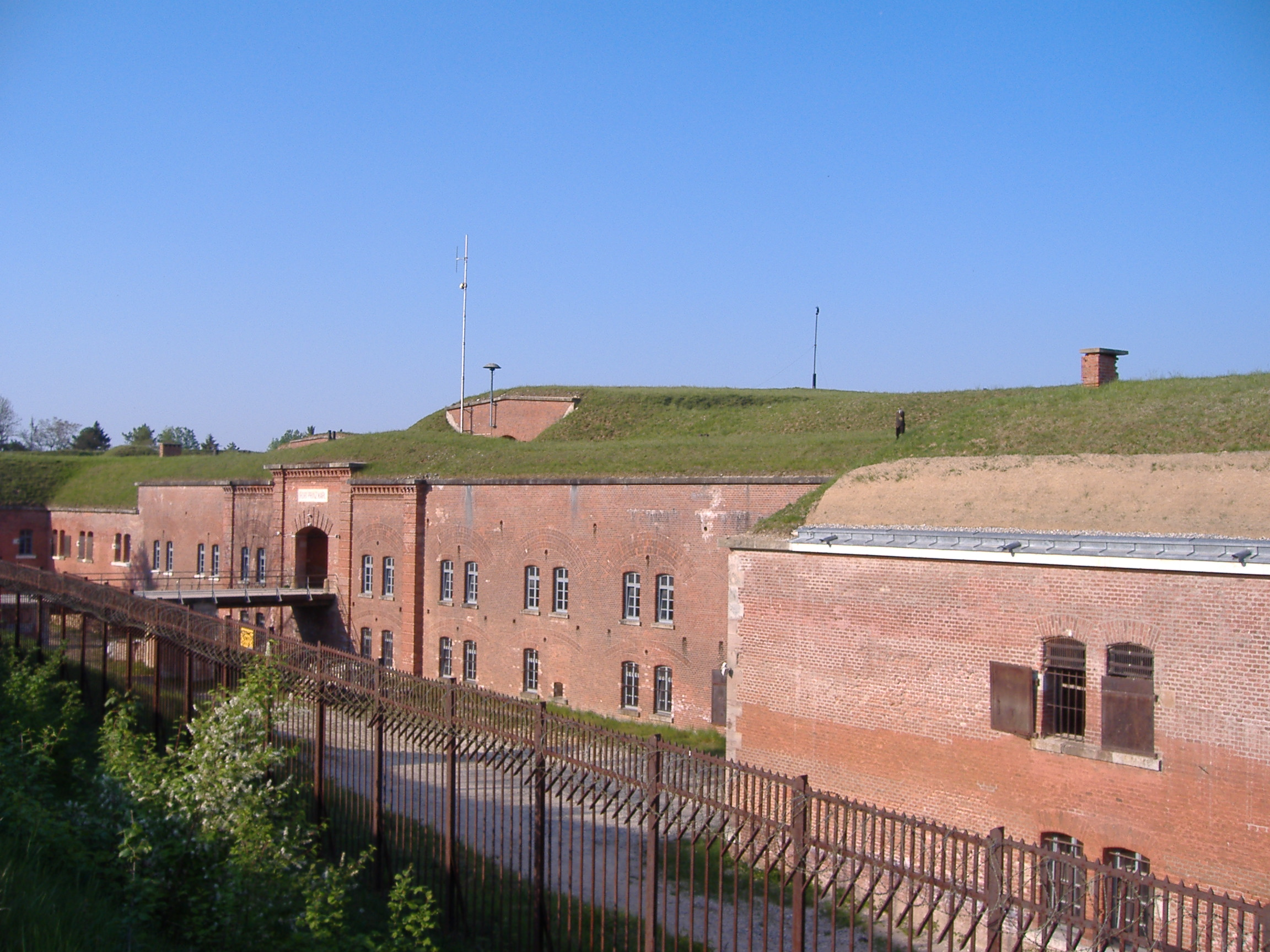
Fort Prinz Karl in der Landesfestung Ingolstadt, Tor mit Brücke und Kehlkaserne

Als Kehlkaserne wird ein Bau in einem Fort bezeichnet, der die rückwärtige Seite der Anlage abschließt. In diesem Fall ist das Bauwerk als Kaserne angelegt, mit der Möglichkeit der Nahverteidigung, da sich hier oftmals der Zugang zur Befestigung befindet. Man kann in einem solchen Fall davon ausgehen, dass das Fort ständig mit Truppen belegt und damit autark (Brunnen, Pulvermagazin, Stromanschluss) war. Aus der Kehlkaserne konnte dann der Kehlgraben, die Zugbrücke und der Waffenplatz vor der Zugbrücke (soweit vorhanden) mit Gewehrfeuer bestrichen werden.

### Kehlmauer

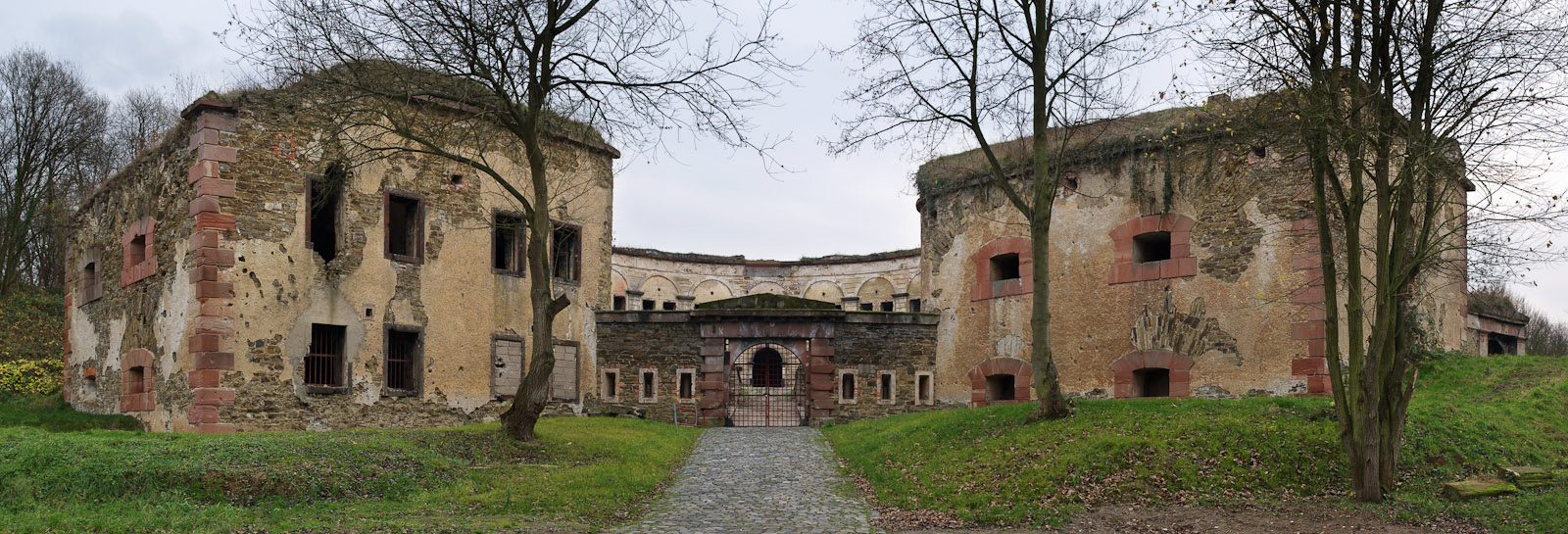
Reduit des Fort Asterstein mit Kehlmauer

Bei beispielsweise dreiviertel- oder halbkreisförmigen Werken, deren Kasematten als Kaserne dienten, konnte die Kehle auch durch eine einfache Mauer geschlossen sein. 
Bei Lünetten, die manchmal nur aus zwei, im ausspringenden Winkel zueinanderlaufenden Erdwällen bestanden, wurde oftmals die Kehle nur durch eine Palisade oder Erdwall geschlossen.

### Kehlgraben
Festungsgraben im Bereich der Kehle. Er wird in der Regel von einer Zugbrücke, oder seltener von einer abwerfbaren Brücke überspannt. 

### Kehlkoffer

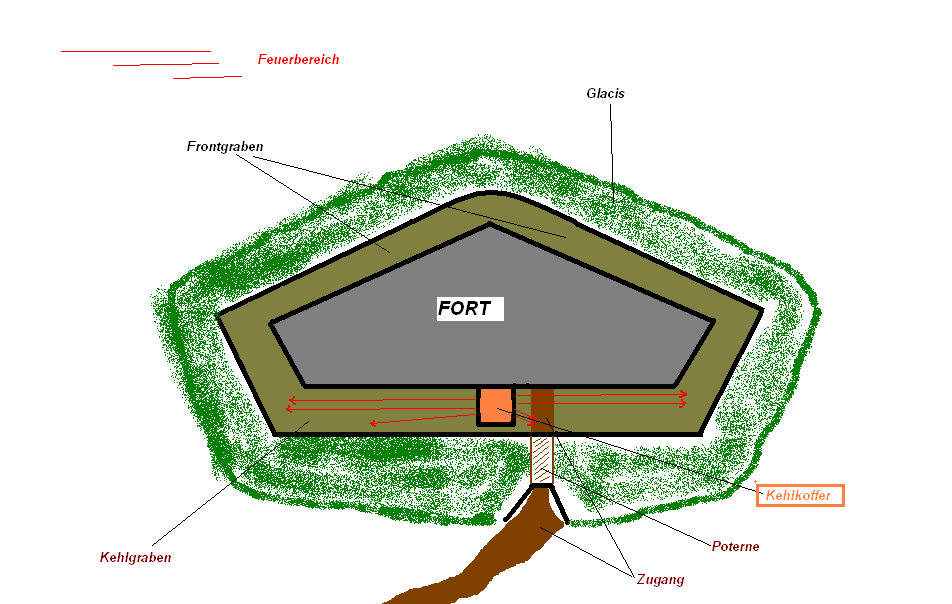
Fort mit Kehlkoffer

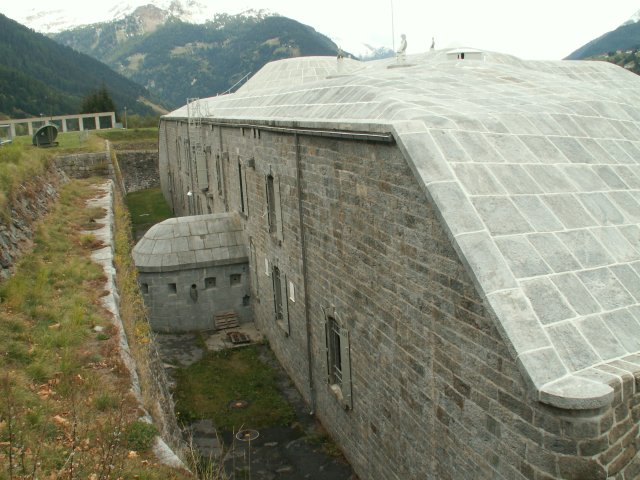
Kehlgraben mit Kehlkoffer. Festungswerk Forte Airolo in Airolo (Schweiz)

„Kehlkoffer“ (abgeleitet aus dem französischen Wort le coffre = ‚Truhe‘, ‚Kasten‘. In der älteren deutschen Festungsliteratur verstand man unter einem Koffre/Koffer allerdings eine nach oben offene Grabenstreiche; sie stand im Gegensatz zu einer Kaponniere, die geschlossen war.) ist ein Begriff aus dem Festungsbau und bezeichnet eine Grabenstreiche, die sich in der Kehle eines Festungswerks befindet und zur Geschütz- oder Gewehrverteidigung eingerichtet ist.
Aufgabe eines Kehlkoffers ist die Verteidigung des Kehlgrabens und damit häufig auch des Zugangs zum betreffenden Werk. Auch nach Entwicklung der Brisanzgranaten Mitte der 1880er Jahre wurden – nunmehr meist aus Beton und Stahl – weiterhin auch Kehlkoffer errichtet, während die übrigen Grabenstreichen überwiegend in der Contreescarpe (die Grabenaußenwand) eingebaut wurden. Der Grund zur Beibehaltung der Kehlkoffer bestand vor allem darin, dass die Kehlseite vom Feind abgewandt war und somit nicht durch die Belagerungsartillerie bedroht wurde, auch war die Bauausführung einfacher und billiger, zumal die Kehlkoffer im Gegensatz zu den in der Contreescarpe als Kasematten angelegten Grabenstreichen keinen unter die Grabensohle führenden Zugangsweg (Poterne) benötigten. Zudem bestand das Problem nicht mehr, dass eine vom Gegner eroberte Grabenstreiche in der Außenwand des Grabens nur schwer zurückzuerobern war, da dieser in der Zwischenzeit damit selbst einen Teil des Grabens beherrschte.
Der Begriff als solcher stammt wahrscheinlich aus dem österreichisch-ungarischen Militärjargon und taucht in der Beschreibung der ab dem zweiten Drittel des 19. Jahrhunderts an der Reichsgrenze zu Italien erbauten k.u.k. Festungswerken vermehrt auf.